# 宮下綾子
宮下 綾子（みやした あやこ、1983年6月22日 - ）は、東京都出身のヴァイオリニストである。

## 生い立ち

### 幼少時代
3歳よりヴァイオリン教師である母の手ほどきによりヴァイオリン演奏をはじめる。成蹊学園で学ぶかたわら、10歳より川畠成道の父・正雄に師事。11歳の時にはすでに、難曲で知られるパガニーニの『24の奇想曲』を全曲マスターしていた。1994年、小学5年生の時に第48回全日本学生音楽コンクール東京大会で入賞している。

### 高校・大学時代
1999年、東京芸術大学音楽学部附属音楽高等学校に入学、田中千香士に師事する。その後、国内外の音楽コンクールにおいて多数の受賞歴がある。2002年、東京芸術大学に入学する。同年、全額奨学金を得て国際夏期アカデミー（ウィーン・プラハ・ブダペスト3大学主催）に参加。イタリアで開催された第21回ロドルフォ・リピツァー賞ヴァイオリン・コンクールで入賞し、審査員のフェリックス・アーヨ、レオン・シュピーラー（元ベルリン・フィルハーモニー管弦楽団コンサートマスター）などに賞賛される。チェコのルドルフィヌム・ドヴォルザークホールでヴラディミール・ヴァーレク指揮プラハ放送交響楽団と共演して喝采を浴びた。

### ヨーロッパ留学
2006年からウィーン国立音楽大学に留学し、ポストグラドゥアーレ課程を修了した。2010年からは助成金を受けて、単身ノルウェー国立音楽アカデミーに留学、デトレフ・ハーンのもとでさらなる研鑽を積み、ヴァイオリン芸術について多くを学ぶ。